# Annika Hernroth-Rothstein
Annika Hernroth-Rothstein, född 29 maj 1981, är en svensk journalist och debattör.

## Karriär
Hernroth-Rothstein studerade vid Uppsala universitet och Linnéuniversitetet där hon tog examen i media och kommunikation samt i Mellanösternstudier.  Mellan 2013 och 2015 arbetade hon som politisk rådgivare för Folkpartiet som en del av den konservativa politiska koalitionen ”Alliansen ”. 

### Politisk aktivism
Hon skriver ofta om antisemitism i Sverige och utomlands.  I september 2012 anordnade Hernroth-Rothstein ett pro-Israel-sammanträde med nästan 1500 personer i centrala Stockholm.  2013 uppmärksammade hon antisemitism i Sverige och protesterade mot en rad åtgärder i Sverige som förbjöd kosherslakt, rituell omskärelse och möjligheten till import av kosherslaktat kött.  I augusti 2013 ansökte Hernroth-Rothstein om politisk asyl i sitt eget land på grund av religiös förföljelse.  Hennes intervju med Ami Horowitz, som sändes i Tucker Carlsons TV-program 2017, citerades av  Donald Trump. 

### Venezuela
I början av 2019 åkte hon till Venezuela för att rapportera om presidentkrisen. Hon uppgav att hon hotades, rånades och misshandlades av paramilitära grupper som är lojala mot president Nicolás Maduro, kända som colectivos, den 23 februari 2019.   Hon intervjuade den självutnämnda tillfälliga presidenten Juan Guaido.  Rothstein återvände till Venezuela den 18 april 2019, men hon greps redan på flygplatsen av den venezuelanska nationalgardet (GNB) och deporterades därefter.  

## Professionellt liv
Hernroth-Rothstein har publicerats i tidningar som Mosaic Magazine, Wall St Journal, Jerusalem Post, Tablet, Jewish Review of Books, Washington Examiner, Foreign Policy, Fox News, Aish, Israel Hayom, The Daily Beast, Jewish Chronicle och National Review.
2020 utgavs hennes första bok Exile: Portraits of the Jewish Diaspora. 
Algemeiner Journal valde Hernroth-Rothstein i sin 2020-lista över 100 personer som positivt påverkade det judiska livet. 